# Skarlin (gromada)
Skarlin – dawna gromada, czyli najmniejsza jednostka podziału terytorialnego Polskiej Rzeczypospolitej Ludowej w latach 1954–1972.
Gromady, z gromadzkimi radami narodowymi (GRN) jako organami władzy najniższego stopnia na wsi, funkcjonowały od reformy reorganizującej administrację wiejską przeprowadzonej jesienią 1954 do momentu ich zniesienia z dniem 1 stycznia 1973, tym samym wypierając organizację gminną w latach 1954–1972.
Gromadę Skarlin z siedzibą GRN w Skarlinie utworzono – jako jedną z 8759 gromad na obszarze Polski – w powiecie nowomiejskim w woj. olsztyńskim na mocy uchwały nr 20 WRN w Olsztynie z dnia 4 października 1954. W skład jednostki weszły obszary dotychczasowych gromad Lekarty i Skarlin ze zniesionej gminy Nowy Dwór Bratjański w tymże powiecie. Dla gromady ustalono 12 członków gromadzkiej rady narodowej.
Gromadę zniesiono 22 grudnia 1971, a jej obszar włączono do gromady Gryźliny w tymże powiecie.